# StopBadware.org
StopBadware.org is een op softwaregebruikers gerichte non-profitorganisatie met als doel het bekendmaken en bestrijden van kwaadaardige software, ook wel "badware" genoemd.
De organisatie wordt beheerd door het Berkman Center for Internet and Society (onderdeel van de Harvard Law School), en het Oxford Internet Institute van de universiteit van Universiteit van Oxford.
Ondersteuning wordt geleverd door Google, Lenovo, en Sun Microsystems. De Consumer Reports WebWatch werkt mee als speciaal adviseur.

## Personeel
Leidinggevenden van StopBadware.org zijn:
- John Palfrey, uitvoerend directeur van het Berkman Center en "Clinical Professor of Law" bij Harvard University.
- Jonathan Zittrain, "Harvard Law Visiting Professor" en "Professor of Internet Governance and Regulation" bij de Universiteit van Oxford.

Adviesraadmedewerkers zijn onder anderen Esther Dyson en Vint Cerf.

## Definitie "badware"
StopBadware.org definieert "badware" vrij vertaald als volgt:
1. Als het programma bedrieglijk of misleidend is en/of onomkeerbare wijzigingen maakt.
2. Als het programma potentieel ongewenste acties uitvoert zonder:
  - eerst de gebruiker hiervoor te waarschuwen in duidelijke en niet-technische taal, en
  - vervolgens de gebruiker toestemming voor deze acties te verkrijgen.

StopBadware is van mening dat software als "badware" kan worden aangemerkt als deze "bepaalde ongewenste acties uitvoert", waarbij het niet uitmaakt of er een vrijwaringsclausule in de gebruikersovereenkomst is opgenomen en of de gebruiker ogenschijnlijk toestemming heeft gegeven.
Een voorbeeld van een ongewenste actie is: Het installeren van extra software zonder de gebruiker te informeren over de identiteit en het doel van deze software.
StopBadware onderzoekt meldingen van onacceptabele acties van software en geeft de softwareontwikkelaar de mogelijkheid om te reageren op de onderzoeksresutaten.
Het kruis-en-zandlopersymbool wordt gebruikt om software aan te geven welke wordt beschouwd als "badware" maar waarvan de ontwikkelaar beweert aan een oplossing te werken.
StopBadware heeft een geel "pas op"-icoon voor "software die acties uitvoert die gebruikers misschien bezwaarlijk vinden, maar die gebruikers hierover duidelijk informeert tijdens de installatie". Hieronder vallen ook situaties waarin een gebruiker ongewild toestemming kan geven via acceptatie van de gebruikersovereenkomst.
De algoritmen die StopBadware gebruikt voor het herkennen van badware zijn overigens niet objectief. De software van StopBadware zoekt naar veel voorkomende kenmerken van badware, maar kan in sommige gevallen ten onrechte software als badware aanmerken.